# In amore si pecca in due
In amore si pecca in due è un film italiano del 1954 diretto da Vittorio Cottafavi.

## Trama
Luisa Galli, rimasta orfana in giovane età, si trasferisce a Roma, in cerca di una decorosa occupazione; ma trova soltanto un posto di cameriera in casa dell'avvocato Giorgi. Il fratello dell'avvocato, Arturo, le dimostra una simpatia, ch'ella ricambia: tra i due si stabilisce una relazione, che non è senza conseguenze. Quando la ragazza informa l'amante della non lontana maternità, Arturo si dimostra vivamente contrariato. Luisa che si riteneva sicura dei sentimenti dell'uomo amato, resta amaramente delusa ed abbandona la casa. Trova ospitalità in casa di Olga, donna di buon cuore, che in gioventù ha vissuto la stessa esperienza di Luisa: in quella casa dà alla luce un bambino. Costretta a separarsi da Olga, Luisa viene ricoverata all'ospedale per un urgente atto operatorio. Accade che la donna, cui ella ha affidato il bambino, un giorno lo deposita in un confessionale, donde il piccolo essere finisce al brefotrofio. Avendo appreso il fatto dai giornali, Luisa scrive alla sorella Elvira, pregandola di richiedere il bambino. Intanto Arturo, che non ha mai potuto dimenticare Luisa, ritorna a lei e la sposa. Per ottenere il bambino Elvira ha dichiarato di esserne la madre: per questa falsa dichiarazione viene processata. La difende Arturo: egli si scaglia contro la società, che risparmia i veri colpevoli dei peccati d'amore, gli uomini.

## Produzione
La pellicola è ascrivibile al filone dei melodrammi sentimentali, comunemente detto strappalacrime, allora molto in voga tra il pubblico italiano (poi ribattezzato dalla critica con il termine neorealismo d'appendice).

## Distribuzione
Il film fu distribuito nel circuito cinematografico italiano a partire dal 9 gennaio del 1954.
Venne in seguito distribuito anche in Francia, il 30 dicembre del 1959, con il titolo Cruelle Maternité, ed in Belgio (nelle regioni francofone) dove invece venne editato con il titolo della pellicola originale tradotto in francese.